# Bruno Laplante
Bruno Laplante (* 1. August 1938 in Beauharnois/Québec) ist ein kanadischer Sänger (Bariton).

## Leben
Laplante hatte den ersten Gesangsunterricht am Collège Bourget und studierte nach einer Vorbereitung durch Édouard Wooley von 1958 bis 1964 am Conservatoire de musique du Québec bei Dina Maria Narici, Raoul Jobin, Roy Royal und Dick Marzollo. Er schloss das Studium mit dem Ersten Preis in Gesangsperformance ab und gewann 1966 einen Prix d'Europe. Mit zusätzlichen Stipendien und Preisen der Provinzregierung von Québec, des Canada Council und des Goethe-Instituts vervollkommnete er seine Ausbildung vor allem auf dem Gebiet des französischen Liedgesanges bei Pierre Bernac in Paris und in Montreal bei Lina Narducci.
Sein erstes Rezital gab Laplante 1966 in Paris. Während eines Aufenthaltes in Kanada erhielt er beim Wettbewerb der Jeunesses musicales of Canada 1967 in Guelph den Special Performance Prize. Als Opernsänger debütierte er 1968 in Deutschland in einer Aufführung von Domenico Cimarosas l Matrimonio segreto. Nach seiner Rückkehr nach Kanada tourte er 1969–70 mit Jacques Zouvi und 1970–71 mit Anna Chornodolska und wurde mit Hörfunk- und Fernsehaufnahmen als Interpret französischer Kunstlieder bekannt. 1974 gründete er in Montreal das Ensemble Cantabile (ab 1994 Le Nouveau Théâtre Musical). In dieser Zeit begann er auch, als Produzent und künstlerischer Leiter von Konzerten zu arbeiten und leitete im Verlauf von dreißig Jahren mehr als vierzig Programme mit über achthundert Aufführungen, bei denen sich auch junge Musiker und Komponisten der Öffentlichkeit vorstellen konnten.
Mit seinen drei ersten Alben beim Label Kalliope mit Kompositionen von Reynaldo Hahn, Jules Massenet und Charles Gounod gewann Laplante 1977 den Grand Prix du Disque. Sein Massenet-Album war bereits zwei Jahre zuvor von der London Sunday Times als bestes Album des Jahres ausgezeichnet worden. Im deutschen Fernsehen sang er 1977 die Hauptrolle des Roderick Usher in Claude Debussys unvollendeter Oper La Chute de la maison Usher. 1978 unternahm er mit der Pianistin Janine Lachance eine Tournee durch Frankreich, Belgien und Norwegen, weitere Konzertreisen führten ihn 1985 mit der Sängerin Brigitte Toulon nach Japan und nach China.
1986 gründete Laplante in Montreal die Opernkompagnie Nouvelles Variétés Lyriques. Im Folgejahr trat er in Avignon als Zurga in Georges Bizets Les pêcheurs de perles auf. Mit dem Pianisten Marc Durand trat er 1988 in Japan auf, mit Brigitte Toulon in Singapur, Indonesien, Hongkong und Ägypten. Insgesamt hatte er Auftritte in mehr als 100 Städten - darunter in der Wigmore Hall in London, im Concertgebouw in Amsterdam, im Wiener Musikverein, im Teatro São Luis in Lissabon und im Bunka Kaikan in Tokio - in dreißig Staaten und arbeitete u. a. mit den Dirigenten Jean Fournet, Spiros Argiris, Charles Dutoit, Franz-Paul Decker, Pierre Bartholomée, Philippe Herreweghe, Kenneth Montgomery, James de Priest, Louis de Froment, Henry Lewis, José Cérébrier und Jérôme Kaltenbach zusammen.
1989 bildete Laplante mit der Mezzosopranisten France Duval, mit der er seit 1994 in Québec lebt, ein Duo. Mit ihr, weiteren Sängern und Musikern des Orchestre Symphonique de Québec führte er 1998 Ulric Voyers weitgehend vergessene Oper L'Intendant Bigot auf. Im gleichen Jahr gründete er die NTM Editions, bei als erstes die Partitur dieser Oper erschien. Seit 2000 tritt das Duo Duval-Laplante mit ihren beiden Töchtern (geboren 1992 und 1996) auf. 2002 unternahmen sie eine gemeinsame Europatournee und nahmen ein Album auf. Mit einem Tenor führten Duval und Laplante 2004 zwei Werke Gounods auf: die zuvor noch nie veröffentlichte Kantate Fernand und die Hymne La Liberté éclairant le Monde, die auch bei NTM Editions erschienen. Im gleichen Jahr unternahmen sie eine Familientournee durch vier Städte Japans. 2006 gab die Familie zehn ausverkaufte Konzerte in ihrer eigenen Konzert-Show Chantons Noël!.